# آلیس برچ
آلیس برچ (متولد ۱۹۸۶) نمایشنامه‌نویس و فیلمنامه‌نویس بریتانیایی است. 
برچ نمایشنامه‌های متعددی از جمله شورش. او گفت. دوباره شورش. (که برای آن جایزه جورج دیواین را برای نویدبخش‌ترین نمایشنامه‌نویس جدید دریافت کرد) و آناتومی یک خودکشی (که برای آن جایزه سوزان اسمیت بلکبرن را از آن خود کرد) را نوشته است.
بیرچ همچنین فیلمنامه‌نویس فیلم لیدی مکبث بود و برای سریال‌های تلویزیونی مانند وراثت ، مردم عادی و دد رینگرز نویسندگی کرده است.

## زندگی
بیرچ پنج سال اول زندگی خود را با خانواده‌اش در کمون روستایی بیرچوود هال، نزدیک مالورن ، گذراند. از آنجا که والدینش مجرد بودند، تصمیم گرفتند نام خانوادگی بیرچ را از نام کمون به آلیس و خواهرش بدهند. 
بیرچ در ۱۸ سالگی به برنامه نویسندگان جوان تئاتر رویال کورت پیوست و یک دوره کارآموزی سه ماهه بدون حقوق را در لس‌آنجلس برای شرکت تولید فیلم بندراسپینک گذراند.  او برای مدرک کارشناسی خود به دانشگاه اکستر رفت. 

### زندگی شخصی
بیرچ به همراه همسرش سم پریچارد و دو فرزندشان در هکنی، شرق لندن زندگی می‌کند.

## فیلم شناسی

### نویسنده فیلم سینمایی
- لیدی مکبث (۲۰۱۶) [۶]
- یکشنبه مادرانه (2021) [۷]
- شگفتی (۲۰۲۲)
- پایانی که از آن شروع می‌کنیم (۲۰۲۳)

### نویسنده سریال تلویزیونی
- مردم عادی (2020) [۸] [۹]
- گفتگو با دوستان (۲۰۲۲) [۱۰] [۹]
- حلقه‌های مرگ (۲۰۲۳) [۱۱]
- وزارت زمان (تاریخ انتشار نامشخص) [۱۲]
- جانشینی (فصل ۲) [۱۳]